# Philocasca thor
Philocasca thor là một loài Trichoptera trong họ Limnephilidae. Chúng phân bố ở miền Tân bắc.